# Messier 86
Messier 86 (còn được biết đến với tên M86 hay NGC 4406) là tên của một thiên hà hình hạt đậu hay thiên hà elip nằm trong chòm sao Thất Nữ. Năm 1781, nhà thiên văn học người Pháp Charles Messier phát hiện ra nó. Messier 86 nằm ở trung tâm của cụm thiên hà Xử Nữ và tạo thành một nhóm dễ nhận thấy nhất với một thiên hà lớn hơn là Messier 84. Thiên hà này thể hiện giá trị dịch chuyển xanh cao nhất trong số các thiên thể Messier bởi vì nó đang di chuyển về phía Ngân Hà với vận tốc 244 km/s. Điều này là do nó đang rơi về phía trung tâm của cụm thiên hà Xử Nữ từ phía đối diện, chính vì điều này nên nó di chuyển về hướng của Ngân Hà.
Messier 86 thì liên kết với một vài cấu trúc sợi các khí ion hóa với NGC 4438. Điều này cho ta thấy một số chất khí cũng như bụi vũ trụ có thể bị lấy đi, cũng giống như các vật chất trong xấu trúc sợi đó. Thiên hà này đang trải qua áp suất nén bởi vì nó đi qua phần plasma cực nóng ở khắp cụm thiên hà Xử Nữ và đang mất dần môi trường liên sao. Điều này để lại phía sau nó là một vệt tia X phát ra khí nóng. Điều này được các nhà nghiên cứu quan sát dược thông qua sự giúp đỡ của kính viễn vọng không gian Chandra.
Messier 86 có rất nhiều cụm sao cầu với số lượng khoảng 3800 cụm. Ngoài ra, quầng sáng của nó còn có rất nhiều mối liên kết của các ngôi sao quay quanh nó. Đó có thể là tàn dư của những thiên hà lùn bị phá vỡ và bị nó hấp thụ.

## Bộ sưu tập

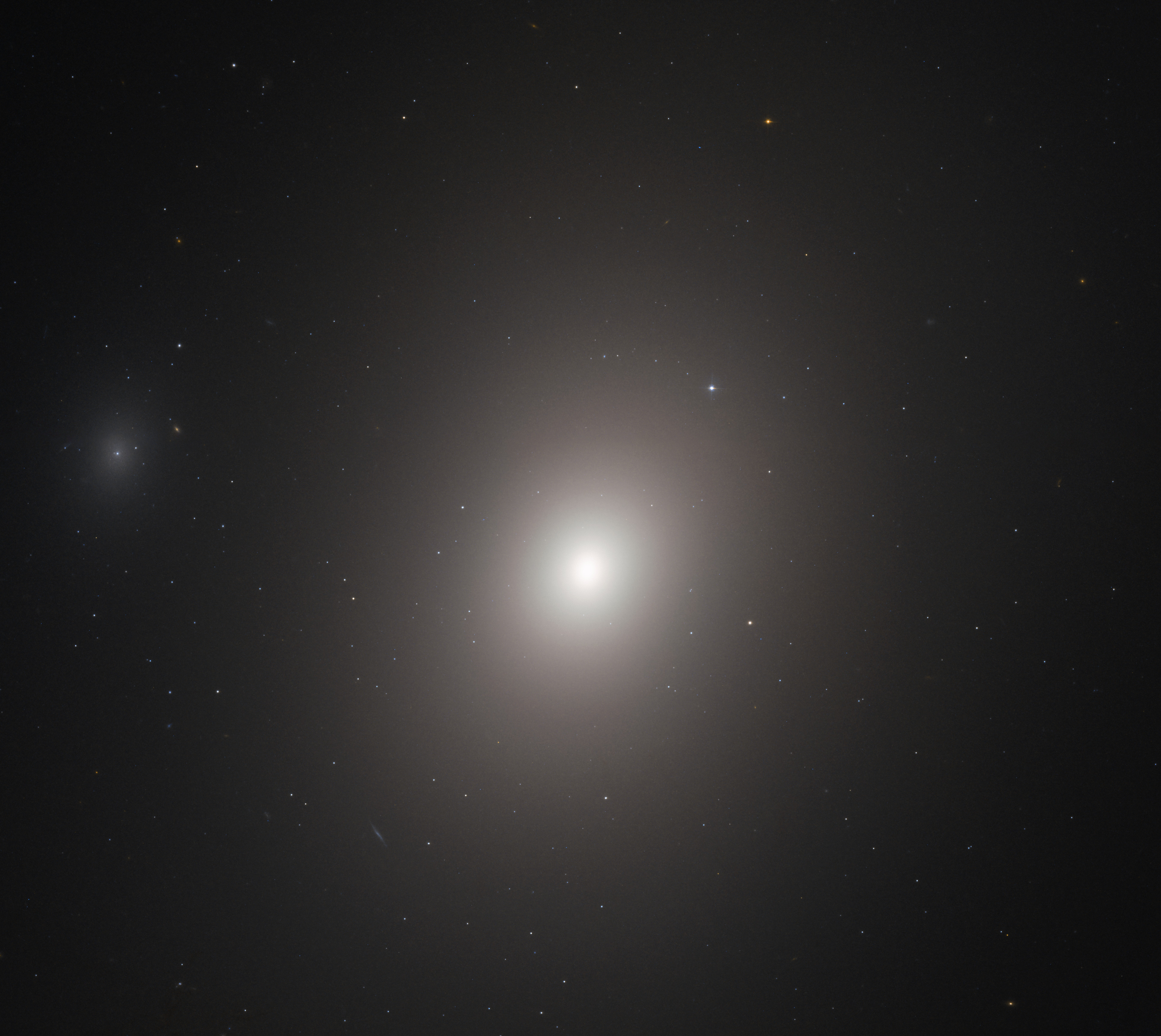
Các nhà thiên văn vẫn đang tranh luận về việc liệu Messier 86 là Thiên hà elip hay Thiên hà hình hạt đậu.
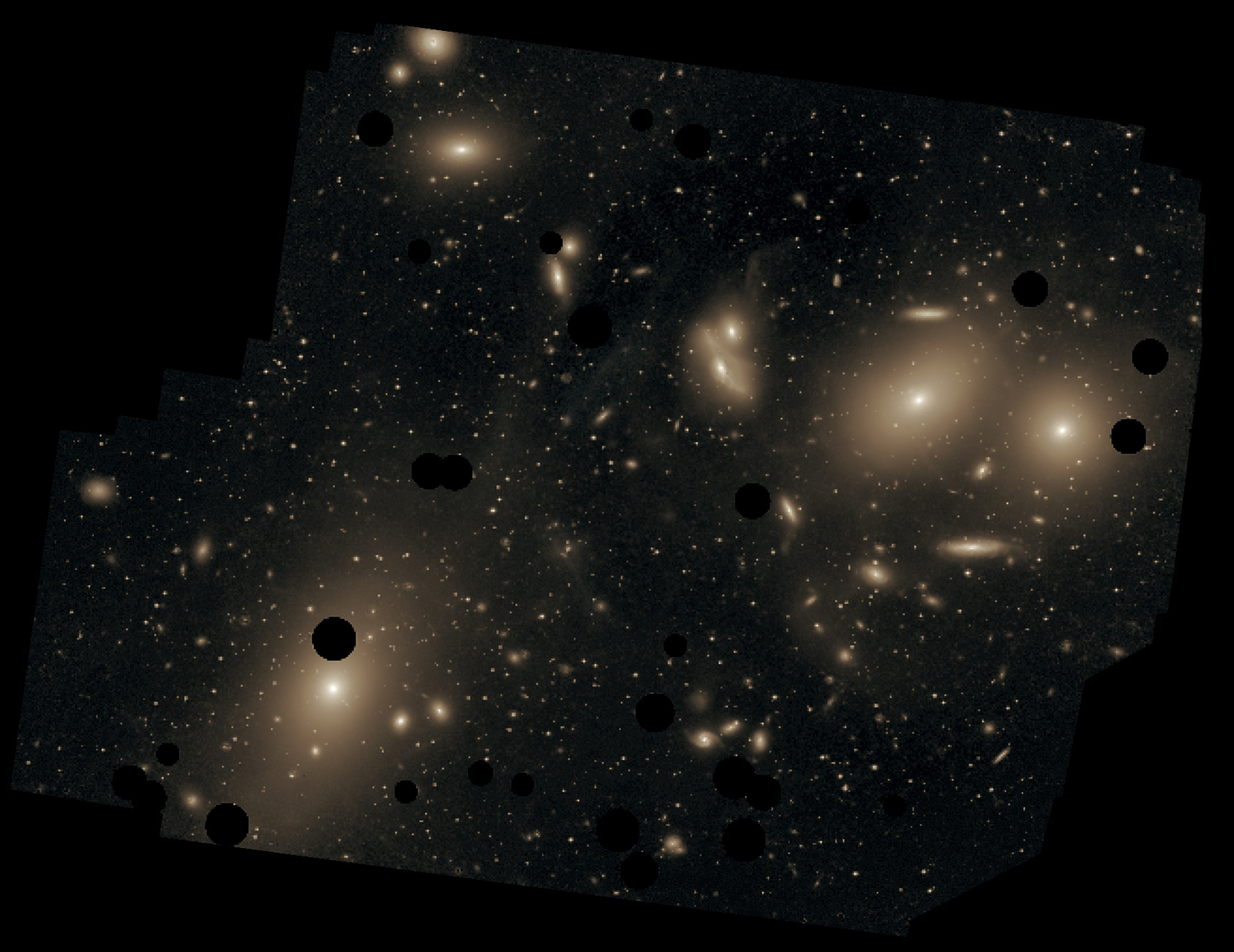
Cụm thiên hà Xử Nữ (Warner and Swasey Observatory)

## Dữ liệu hiện tại
Theo như quan sát, đây là thiên hà nằm trong chòm sao Xử Nữ và dưới đây là một số dữ liệu khác:
Xích kinh 12h 26m 11.7s
Độ nghiêng +12° 56′ 46″
Giá trị dịch chuyển đỏ -0.000814 ± 0.000017 (-244 ± 5 km/s)
Cấp sao biểu kiến 9.83
Kích thước biểu kiến 8′.9 × 5′.8
Loại thiên hà S0(3)/E3